# 양산 내원사 석조보살좌상
양산 내원사 석조보살좌상(梁山 內院寺 石造菩薩坐像)은 대한민국 경상남도 양산시 하북면, 내원사에 있는 조선시대의 불상이다. 2004년 3월 18일 경상남도의 문화재자료 제342호로 지정되었다.

## 개요
양산 내원사 석조보살좌상은 고개를 약간 숙인 채 양손을 무릎 위에 각각 가지런히 두고 정면을 향해 가부좌한 보살상이다. 머리에는 두건(頭巾)을 쓰고 있으며, 어깨 뒤와 등 부분을 1/3 정도 덮고 있다.
결가부좌를 한 보살상으로 소장처에서는 법기보살이라 부르고 있으며 법기보살은 화엄경 보살주처품에 나오는 보살이다. 특히 우리나라에는 금강산 일대에서 법기보살들이 다수 제작된 것으로 알려져 있다.
이 불상은 상호·조각수법 및 착의법 등 전체적인 수법으로 보아 조선 후기에 조성된 것으로 문화재로서 가치가 있다.

## 같이 보기
- 양산 내원사 (경상남도 문화재자료 제342호)

## 참고 자료
- 양산내원사석조보살좌상 - 국가유산청 국가유산포털